# Izolacja (biochemia)
Izolacja - proces (często wieloetapowy) wyodrębniania składnika lub składników z produktów pochodzenia naturalnego. Najczęściej stosowane techniki rozdziału w procesach izolacji związków chemicznych z produktów naturalnych to: ekstrakcja, chromatografia, sączenie, wirowanie i inne.
Przykłady:
- Izolacja olejków eterycznych
- izolacja cholesterolu i lecytyn z żółtka jaja kurzego
- izolacja kofeiny z kawy lub herbaty
- izolacja mentolu z mięty
- izolacja antybiotyków z zawiesiny po-hodowlanej[1]